# Сакачиспас
Футбольный клуб Сакачиспас (исп. Sacachispas Fútbol Club) — аргентинский футбольный клуб из Вилья-Солдати, юго-западного района Буэнос-Айреса. Домашние матчи команда проводит на стадионе «Роберто Ларроса», вмещающем около 5 000 зрителей. Ныне «Сакачиспас» выступает в Примере B Насьональ, втором уровне в системе футбольных лиг Аргентины.

## История

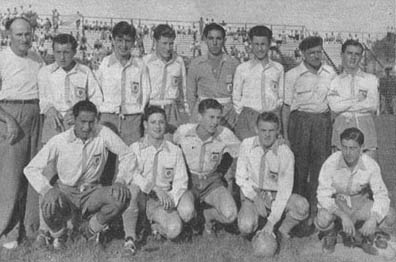
Состав «Сакачиспаса», выигравший Примеру D в 1954 году.

В 1948 году Роберто Гонсалес и Альдо Васкес, жившие по соседству в Нуэве Помпее (районе на юге Буэнос-Айреса), решили создать футбольную команду для выступлений в чемпионатах Эвиты. Васкес, игравший за резерв «Ривер Плейта», связался с его бывшим игроком Карлосом Пеуселье, тогда уже работавшим в руководстве клуба, с целью, чтобы «Ривер Плейт» позволил некоторым из своих футболистов играть за недавно сформированную команду.
Название «Сакачиспас» было взято от вымышленной команды из фильма «Тряпичный мяч» (исп. Pelota de Trapo), имевшего огромный успех в Аргентине. «Сакачиспас» добрался до финала чемпионата Эвиты, проходившего на стадионе Монументаль. На матче присутствовали президент Аргентины Хуан Перон и его жена Эва Дуарте (чьё имя дало название турниру). Отметив, что «Сакачиспас» не обладает собственным полем, Перон принял меры, чтобы клуб мог построить себе стадион.
Первая клубная арена была возведена на пересечении улиц Лакарра и Корралес. Официальной датой основания «Сакачиспаса» было принято 17 октября 1948 года, в качестве благодарности заступничеству Перона. Клуб присоединился к Ассоциация футбола Аргентины в 1954 году, выиграв турнир в Примере D в своём дебютном сезоне. «Сакачиспас» никогда не играл в Примере.
В 2012 году клуб изменил свое название на «Сакачиспас Меркадо Сентраль» (исп. Sacachispas Mercado Central Fútbol Club), после подписания договора со спортивным клубом «Атлетико Меркадо Сентраль». В нём говорилось, что Меркадо Сентраль будет ежемесячно выплачивать Сакачиспасу 100 000 песо. Это соглашение было альянсом, но не слиянием двух клубов. Оно перестало действовать в 2014 году, и «Сакачиспас» вернул себе своё прежнее название и эмблему.

## Соперники
Наиболее принципиальным соперником «Сакачиспаса» является клуб «Депортиво Риестра». Матчи между ними получили название Класико малево.

## Достижения
- Победитель Примеры C (1): 2016/17
- Победитель Примеры D (3): 1954, 1999/00, 2002/03